# Powerplay Manager
Powerplay Manager (från ishockeytermen powerplay) är ett managerspel från Slovakien, som finns på 35 olika språk. Spelet presenterades officiellt i mars 2007 och registreringen började i juni 2007 med den första versionen av managerkontot. Projektet drivs inte av något professionellt team utan av privatpersoner. Den första färdiga versionen av den första sporten, ishockey, släpptes i april 2009. Mer än 35 000 var registrerade som managers i februari 2008.
För att kunna spela behövs en dator med internetuppkoppling och även en webbläsare. Precis som i de flesta andra managerspel som till exempel Hattrick kommer man att få ett lag och målet är att bli bäst och ta sig till den högsta divisionen. För att lyckas måste managern köpa spelare på transfern, hitta talanger, skaffa sponsorer och så vidare.
Spelet utvecklades sedan till Powerplay Studio, som producerar sportspel av olika slag många år senare.